# 油頁岩儲量
油頁岩儲量（英語：Oil shale reserves）是指在當前經濟條件和技術能力之下，能產生經濟效益的油頁岩資源開採。油頁岩礦藏包含有小型礦藏，但目前開採並無經濟利益，也有大型，且值得開採的資源。要確定油頁岩儲量有其困難，因為不同油頁岩的化學成分，及其含有的油母質份量，加上不同提煉技術，差異會很大。開採油頁岩的經濟可行性在很大程度上取決於常規石油的價格；如果每桶原油的價格低於同樣數量頁岩油的生產成本，就不具經濟可行性。
油頁岩礦藏是大多數常規石油儲層的烴源岩，遍布於世界各地產油區，但大部分因太深而不具開採經濟可行性。全世界有600多個已知的油頁岩礦藏。許多國家都有這類礦藏，但其中只有33個國家擁有已知，且可能是具有經濟開採的價值。 
許多礦藏需經更多的勘探以確定儲量潛力。最終已探明，可歸類為儲量的包括美國西部的格林河地層、澳大利亞昆士蘭州的第三紀礦藏、瑞典和愛沙尼亞的礦藏、約旦的Al-Lajjun礦藏以及法國、德國、巴西、中國和俄羅斯的礦藏。利用費雪分析而得的結果，這些礦藏中每公噸頁岩至少可產出40升（0.25桶）的頁岩油。
一項在2016年做的保守估計，世界油頁岩資源總量相當於6.05兆桶（9,620億立方米）頁岩油的產量，其中美國的資源總量佔世界的80%以上。相較之下，世界已探明常規石油儲量估計為1.6976兆桶（2,699億立方米）。

## 油頁岩地質
油頁岩在許多沉積環境中形成，在各地的成分差異相當大。油頁岩可按成分（如方解石等碳酸鹽礦物，或如石英和粘土等碎屑礦物），或沉積環境（大湖泊、淺海和潟湖/小湖泊）來作分類。油頁岩中大部分的有機物源自藻類，但也可能來自陸生維管束植物殘骸。油頁岩中的三種主要有機質（煤素質），包含有結構藻類體、lamalginite（源於藻類，存於腐質沉積物中的有機物）和瀝青質岩。）一些油頁岩礦藏還含有金屬，包括釩、鋅、銅和鈾。
大多數油頁岩礦藏在中寒武紀、早中奧陶紀、晚泥盆紀、晚侏羅紀和古近紀時期形成，經藻類沼澤沉積物的堆積及埋藏，歷經成岩作用，導致有機質轉化為油母質。最大的礦藏位於大型湖泊遺跡中，例如美國懷俄明州和猶他州的格林河地層。一般而言，在大陸棚淺海的油頁岩礦藏比在大型湖泊的厚度要薄很多。

## 儲量定義
對頁岩油儲量的估計工作因多種因素而變得複雜。首先是礦藏中的油母質含量差異很大。其次是一些國家把存在的油母質總量當作儲量，而不管是否受到技術或經濟上的限制，並未把使用現有技術而可經濟性開採的部分做估計。根據大多數定義，“儲量”僅指在當前經濟及技術條件下具有經濟可行性的開採數量。另一方面，“資源”這個名詞可指所有含有油母質的礦藏。第三是開採技術仍在發展中，可採的油母質數量僅能依靠預估。
提煉的方法有多種，產生的可用油量也大不相同。因此，資源和儲量的估計數字可顯示出很大的差異。油頁岩地層中的油母質含量差別也很大，開採的經濟可行性在很大程度上由國際和當地石油價格決定。確定從頁岩油中提煉出產品的數量和品質的方法有幾種。這些方法能提供最終產品所含能量的近似值。一種標準方法是費雪分析法，以燃燒熱值（即熱量產出值）表達。這分析法通常被認為是種良好，可衡量整體用途的標準。美國石油學會把此分析法做過修改及標準化後而採用。但並未顯示可從樣本中提煉出多少油。一些工藝所產生油量比此分析法所示的為多。 Tosco II工藝的油產量提高100%以上，而Hytort工藝的油產量提高300%到400%。

## 資源規模
油頁岩資源的規模在很大程度上取決於所使用的等級分界標準。一項在2008年所做的估計，世界油頁岩資源總量定為689吉噸（gigatonne，即6.89兆噸），相當於4.8兆桶（7,600億立方米）頁岩油的當量，其中美國的數量最大，推測為3.7兆桶（5,900億立方米），但其中只有一部分可開採。根據國際能源署的《2010年世界能源展望》，世界油頁岩資源超過5兆桶（7,900億立方米）的頁岩油當量，其中超過1兆桶（1,600億立方米）是在技術上可開採的。
世界能源委員會在2016年提出的保守估計，世界油頁岩資源總量相當於6.05兆桶（9,620億立方米）的頁岩油當量。相較下，世界已探明石油儲量估計為1.6976兆桶（2,699億立方米）。

## 地域分佈
目前並無全球油頁岩地理分佈的概覽。大約有600個已知的油頁岩礦藏分佈在地球各處，每個大陸均有，南極洲則是個例外，因尚未在當地做過油頁岩探勘。油頁岩資源會集中在大型獨立礦藏中，例如由大型內陸湖泊形成的格林河地層有部分地層厚達幾米，這類地層位於當初原始湖泊的範圍內。也會類似於在美國東部沿海發現的礦藏，這類在淺海中生成，厚度薄，但橫向覆蓋的面積可達數千平方公里。
| 礦藏                             | 國家           | 形成期     | 總資源 (百萬桶) | 頁岩油當量 (百萬公噸) |
| -------------------------------- | -------------- | ---------- | --------------- | --------------------- |
| 格林河地層                       | 美國           | 古近紀     | 1,466,000       | 213,000               |
| 磷礦地層                         | 美國           | 二疊紀     | 250,000         | 35,775                |
| 東泥盆紀地層（Eastern Devonian） | 美國           | 泥盆紀     | 189,000         | 27,000                |
| 荒地地層（Heath Formation）      | 美國           | 密西西比世 | 180,000         | 25,578                |
| 奧列尼奧克河盆地                 | 俄羅斯         | 寒武紀     | 167,715         | 24,000                |
| 剛果                             | 剛果民主共和國 | ?          | 100,000         | 14,310                |
| 以拉提地層                       | 巴西           | 二疊紀     | 80,000          | 11,448                |
| 西西里                           | 義大利         | ?          | 63,000          | 9,015                 |
| 塔爾法亞帶                       | 摩洛哥         | 白堊紀     | 42,145          | 6,448                 |
| 窩瓦河盆地                       | 俄羅斯         | ?          | 31,447          | 4,500                 |
| 聖彼得堡礦藏（庫克賽特油頁岩）   | 俄羅斯         | 奥陶纪     | 25,157          | 3,600                 |
| Vychegodsk盆地                   | 俄羅斯         | 侏羅紀     | 19,580          | 2,800                 |
| 瑪格哈谷                         | 約旦           | 白堊紀     | 14,009          | 2,149                 |
| Graptolitic argillite            | 愛沙尼亞       | 奧陶紀     | 12,386          | 1,900                 |
| Timahdit油頁岩礦藏               | 摩洛哥         | 白堊紀     | 11,236          | 1,719                 |
| 科林伍德油頁岩                   | 加拿大         | 奧陶紀     | 12,300          | 1,717                 |
| 義大利                           | 義大利         | 三疊紀     | 10,000          | 1,431                 |

下表按估計資源的頁岩油當量，依地區/國家列表。頁岩油是種合成油，透過把油頁岩中有機物質（油母質）加熱到一定溫度後分解，而分離成油、可燃氣體和殘留在廢油頁岩中的殘餘碳焦。所有數字均以桶和公噸表示。
| 地區           | 頁岩油資源當量 (百萬桶) | 油頁岩資源 (百萬公噸) | 2008年產量 (頁岩油千噸) |
| -------------- | ----------------------- | --------------------- | ----------------------- |
| 非洲           | 159,243                 | 23,317                | -                       |
| 剛國民主共和國 | 100,000                 | 14,310                | -                       |
| 摩洛哥         | 53,381                  | 8,167                 | -                       |
| 亞洲           | 613,145                 | 83,836                | 375                     |
| 中國           | 354,430                 | 47,600                | 375                     |
| 巴基斯坦       | 91,000                  | 12,236                | -                       |
| 俄羅斯         | 167,715                 | 24,000                | -                       |
| 歐洲           | 368,156                 | 52,845                | 355                     |
| 俄羅斯         | 247,883                 | 35,470                | -                       |
| 義大利         | 73,000                  | 10,446                | -                       |
| 愛沙尼亞       | 16,286                  | 2,494                 | 355                     |
| 中東           | 38,172                  | 5,792                 | -                       |
| 約旦           | 34,172                  | 5,242                 | -                       |
| 北美洲         | 3,722,066               | 539,123               | -                       |
| 美國           | 3,706,228               | 536,931               | -                       |
| 加拿大         | 15,241                  | 2,192                 | -                       |
| 大洋洲         | 31,748                  | 4,534                 | -                       |
| 澳大利亞       | 31,729                  | 4,531                 | -                       |
| 南美洲         | 82,421                  | 11,794                | 157                     |
| 巴西           | 82,000                  | 11,734                | 159                     |
| 世界合計       | 4,786,131               | 689,227               | 930                     |

### 非洲
主要的油頁岩礦藏位於剛果民主共和國（約有143.1億公噸頁岩油當量）和摩洛哥（123億公噸油頁岩，或81.6億公噸頁岩油）。剛果的礦藏尚未被適當勘探。
在摩洛哥已發現在10個地點有油頁岩礦藏，其中塔爾法亞和Timahdite的規模最大。雖然兩地的儲量業經清楚勘探，但尚未開始商業開採，僅進行過有限度的實驗室和試點工廠研究。 埃及、南非、馬達加斯加和奈及利亞也有油頁岩礦藏。埃及的主要礦藏位於塞法傑和Abu Tartour地區。

### 亞洲
亞洲主要的油頁岩礦藏位於中國，估計總量為320億公噸，其中44億公噸屬於技術上和經濟上可行。頁岩油的潛在資源在2008年估計為3,540億桶（5.63×1010立方米），在2016年則改為3,300億桶（5.2×1010立方米）。主要礦藏和生產地點在撫順和遼寧；其他分佈在廣東省茂名市、吉林省樺甸市、黑龍江省、山東省等地。威斯康辛大學麥迪遜分校的Alan R. Carroll教授認為位於中國西北部的上二疊紀湖泊油頁岩礦藏，在之前的全球油頁岩評估中並未被列入，但當地的礦藏數量可與格林河地層媲美。
除中國外，亞洲的其他主要礦藏位於泰國（187億公噸）、巴基斯坦（2,270億公噸，其中91億公噸屬於技術和經濟上可行）、哈薩克斯坦（有幾個礦藏；主要礦藏中的Kenderlyk Field有40億公噸資源）和土耳其（22億公噸）。泰國的礦藏位於達府湄索縣附近和南奔府里縣。土耳其的礦床主要分佈在安納托力亞中部和西部。根據一些報導，烏茲別克斯坦也擁有470億公噸的大型油頁岩礦藏，主要位於Sangruntau，另也位於Baysun、Jam、Urtabulak、Aktau、Uchkyr和Kulbeshkak。在印度、土庫曼斯坦、緬甸、亞美尼亞和蒙古國也發現有較小的礦藏。

### 歐洲

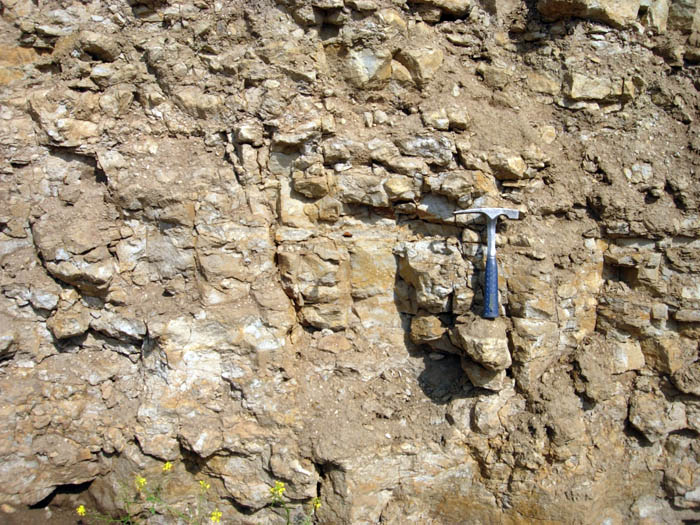
位於愛沙尼亞北部的奧陶紀油頁岩（庫克賽特油頁岩）露頭。

歐洲最大的油頁岩礦藏位於俄羅斯（354.7億公噸頁岩油當量）。主要位於伏爾加-佩奇約爾斯克省（Volga-Petchyorsk province）和波羅的海油頁岩盆地（庫克賽特油頁岩）。歐洲其他主要油頁岩礦藏位於義大利（104.5億公噸頁岩油當量）、愛沙尼亞（24.9億公噸頁岩油當量）、法國（10億公噸頁岩油當量）、白俄羅斯（10億公噸頁岩油當量）、瑞典（8.75億公噸頁岩油當量）、烏克蘭（6億公噸頁岩油當量）和英國（5億公噸頁岩油當量）。德國、盧森堡、西班牙、保加利亞、匈牙利、波蘭、塞爾維亞、奧地利、阿爾巴尼亞和羅馬尼亞也有油頁岩礦藏。

### 中東
中東重要的油頁岩礦藏位於以色列（相當於約2,500億桶（4.0×1010立方米）頁岩油）和約旦（相當於約1,020億桶（1.62×1010立方米）頁岩油）。這兩處資源在2008年估計各相當於40億桶（6.4億立方米）和341.72億桶（5.4329×109立方米）頁岩油。約旦油頁岩的品質高，可與美國西部的媲美，但含硫量高。其中最好的礦藏在約旦中西部的El Lajjun、Sultani和Juref ed Darawish三地，而靠近其北部邊界的雅爾木克河礦藏則延伸到敘利亞。以色列的大部分礦藏位於死海附近內蓋夫沙漠北部的羅騰盆地（Rotem Basin ）。以色列油頁岩的熱值和產油率相對較低。

### 北美

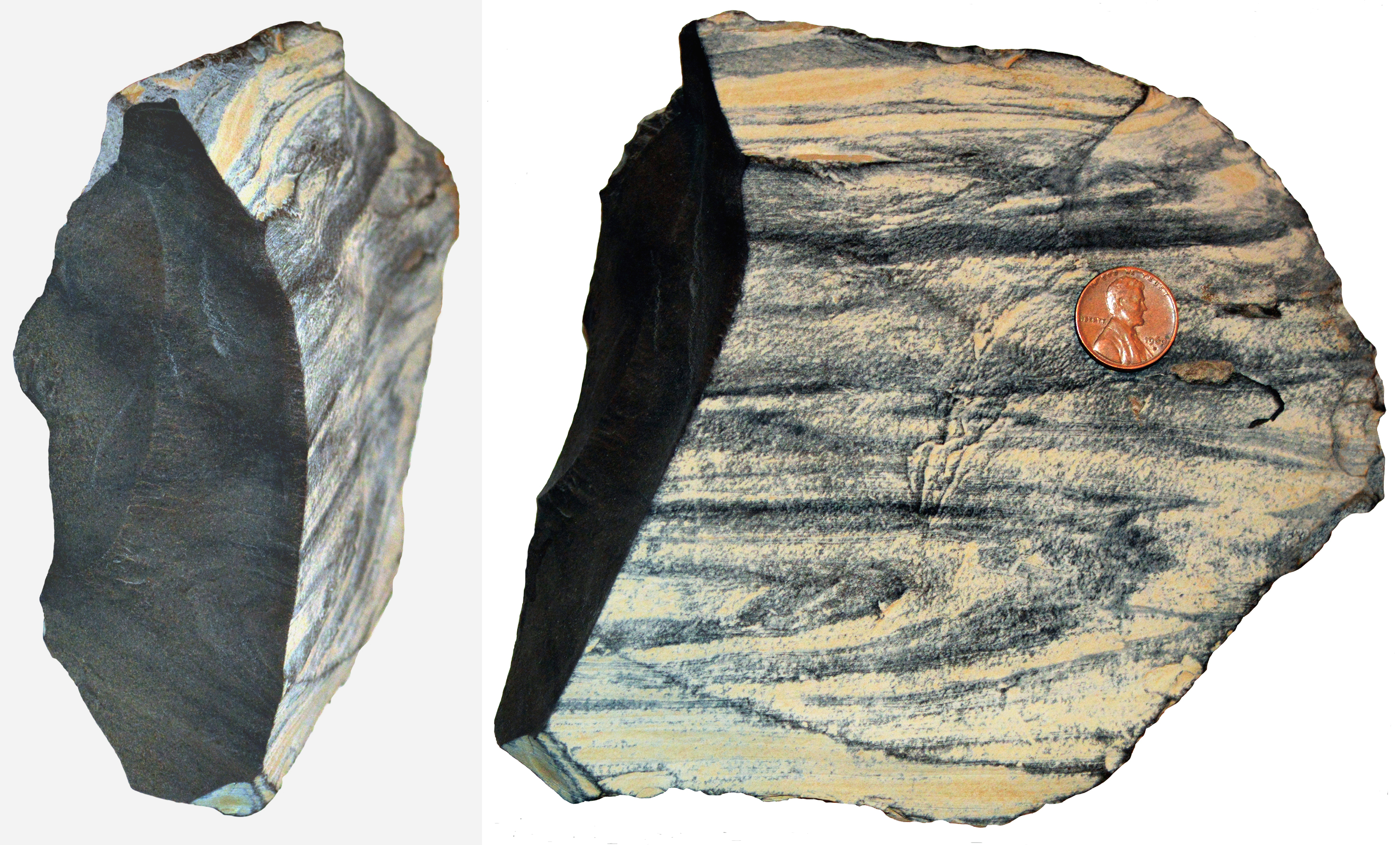
於科羅拉多州桃花心木區（Mahogany Zone）的格林河地層油頁岩樣本。右邊淺色的為歷經風化的表面，左邊深色的為新斷裂處。。

美國的油頁岩資源在2005年估計為3,010億公噸，為世界上最大者。有兩個主要礦藏：美國東部的泥盆紀-密西西比油頁岩（Devonian-Mississippian shales）礦藏，面積達250,000平方英里（650,000平方公里）；及在美國西部科羅拉多州、懷俄明州和猶他州的格林河地層礦藏，是世界上最豐富的油頁岩礦藏之一。 
根據美國地質調查局（USGS）最近的研究估計，美國的資源可能比以前估計的更多。根據研究，三個最大的油頁岩礦藏都位於格林河地層中，皮斯斯盆地擁有1.525157兆桶（2.424806×1011立方米）的資源，大格林河盆地（Greater Green River Basin）擁有1.444992兆桶（ 2.297354×1011立方米)，和優音塔盆地擁有1.318964兆桶(2.096985×1011立方米) 頁岩油資源。世界能源委員會估計美國的頁岩油資源總量可能相當於3.7兆桶（5,900億立方米）。而在2016年，委員會估計頁岩油資源甚至高達6兆桶（9,500億立方米）。
加拿大已發現19個礦藏。研究最充分的位於新斯科舍省和新不倫瑞克省。

### 大洋洲
澳大利亞的油頁岩資源在2008年估計為45.31億公噸，為317億桶（5.04×109立方米）頁岩油當量，其中約240億桶（38億立方米）在技術及經濟上可開採。礦藏位於東部和南部各州，昆士蘭州東部礦藏的潛力最大。 紐西蘭也發現有油頁岩礦藏。

### 南美洲
巴西在南聖馬特烏斯、巴拉那和帕萊巴谷地至少擁有9個油頁岩礦藏。 在2008年，油頁岩資源總量為117.34億公噸，相當於800-820億桶（1.27×1010-1.30×1010立方米）頁岩油。在阿根廷、智利、巴拉圭、秘魯、烏拉圭和委內瑞拉也發現有少量資源。

## 參照
- 油頁岩產業
- 油頁岩經濟學
- 世界各國緻密油儲量列表（英语：Countries by tight oil reserves）